# Edificio de la Universidad de la República
El Edificio de la Universidad de la República, históricamente denominado Casa Mayor de la Universidad, es la sede principal de la universidad homónima, en la que se encuentran las principales dependencias de esta institución, incluyendo el rectorado y la asamblea del claustro. Ubicado en la principal avenida de la ciudad de Montevideo, el edificio alberga también la Facultad de Derecho. 

## Historia
Luego de varios años de actividad de la entonces Universidad Mayor de la República, en 1904, comenzó a proyectarse la construcción de un nuevo edificio, que reemplazaría al entonces Hotel Nacional, el cual era utilizado como sede de la Universidad y de diversas facultades de la misma. Por esos años, se realizó un llamado a concurso para la construcción de tal edificio, que tendría como fin albergar las principales dependencias universitarias, así como las facultades de derecho y comercio. El proyecto ganador sería el proyecto mencionado "Pro Scientia urbe et Patria", presentado por los arquitectos Juan María Aubriot  y Silvio Geranio. 

La casa universitaria en obras

El 18 de julio de 1906, se realizaría la ceremonia de colocación la primera piedra del edificio en la que participaron diversas personalidades del país.  
Finalmente, el 22 de enero de 1911, coincidiendo con la culminación del mandato presidencial del Dr. Claudio Williman, quien ejerciendo como rector universitario fue eprlncipal i impulsor de su construcción, fue inaugurada la casa principal de la universidad estatal.

## Instalaciones

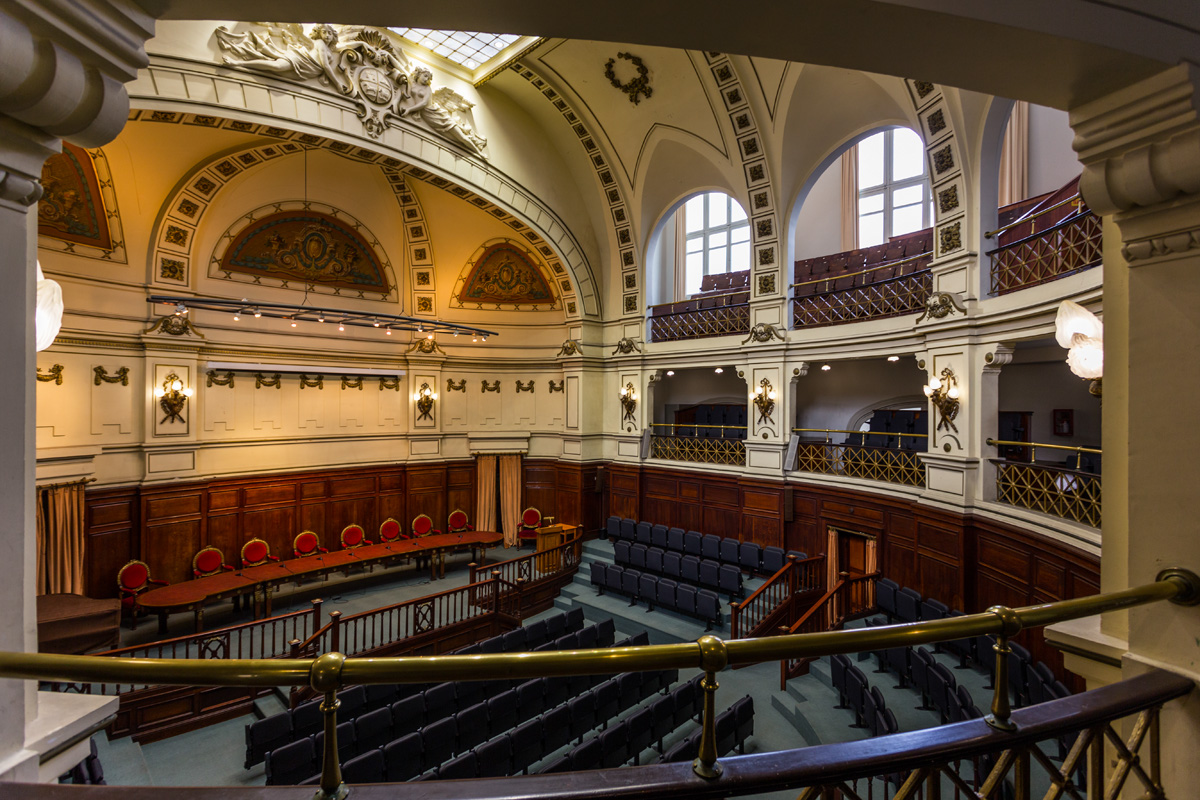
Paraninfo de la Universidad de la República

En su interior, cuenta con un amplio paraninfo, el cual consta de una capacidad para 700 personas. Se encuentra también la sala donde suelen realizarse las reuniones y juntas del Consejo Directivo Central Universitario, como también ua oficinas del recortado y el decanato.      

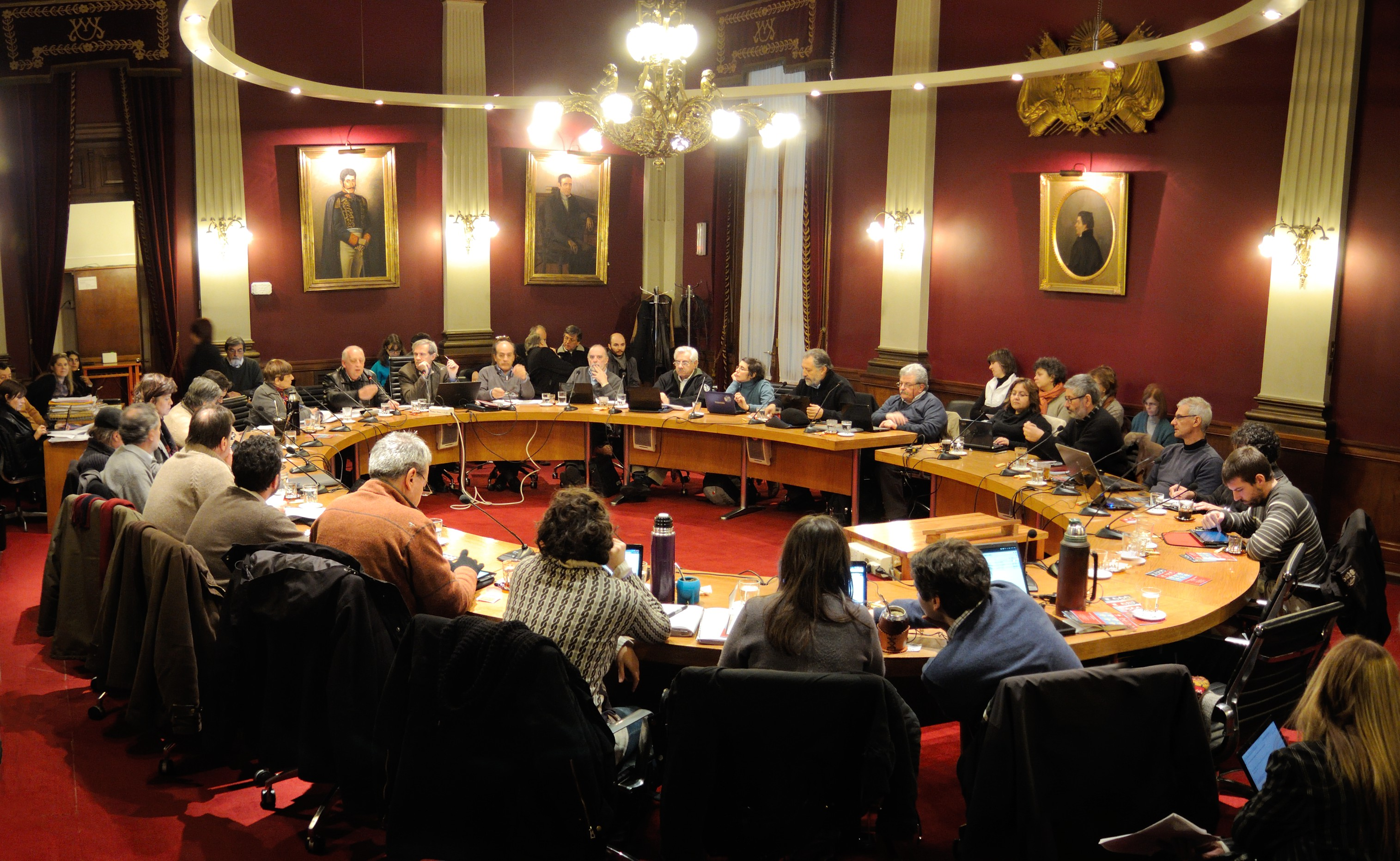
Sala del Consejo Directivo Central

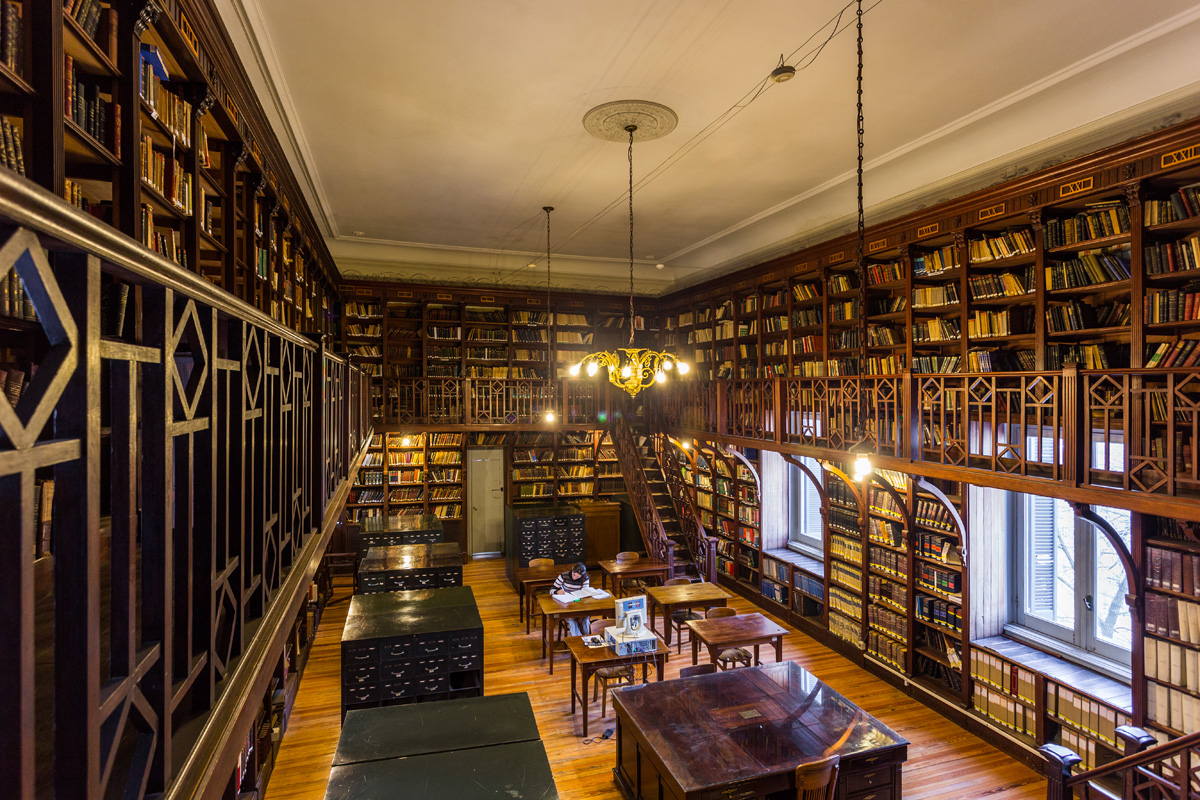
Biblioteca de la Facultad de Derecho

En dichas instalaciones funciona además, la Biblioteca de la Facultad de Derecho, inaugurada en 1913, y dotada de amplias estanterías sifoman, en herrería ornamentada con dibujos de bronce.
En la planta baja del edificio, a los lados del acceso sobre la Avenida 18 de Julio, se encuentran las principales dependencias administrativas, y sobre las calles laterales (Acevedo Díaz, Guayabo y Emilio Frugoni) los salones de clase, destinados a la Facultad de Derecho. Dicho edificio, también cuenta de otro edificio anexo, ubicado sobre la misma avenida.

## Galería

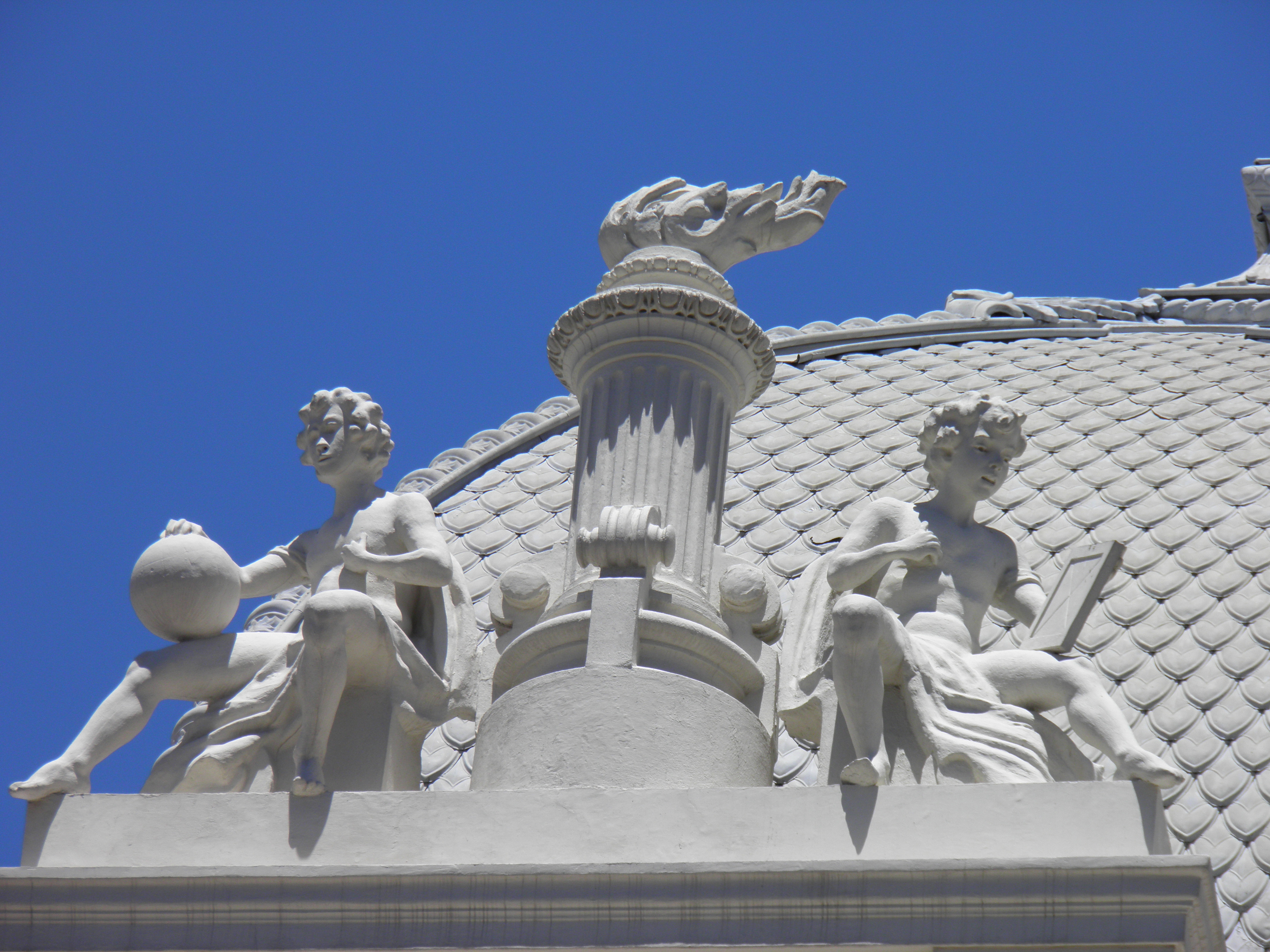
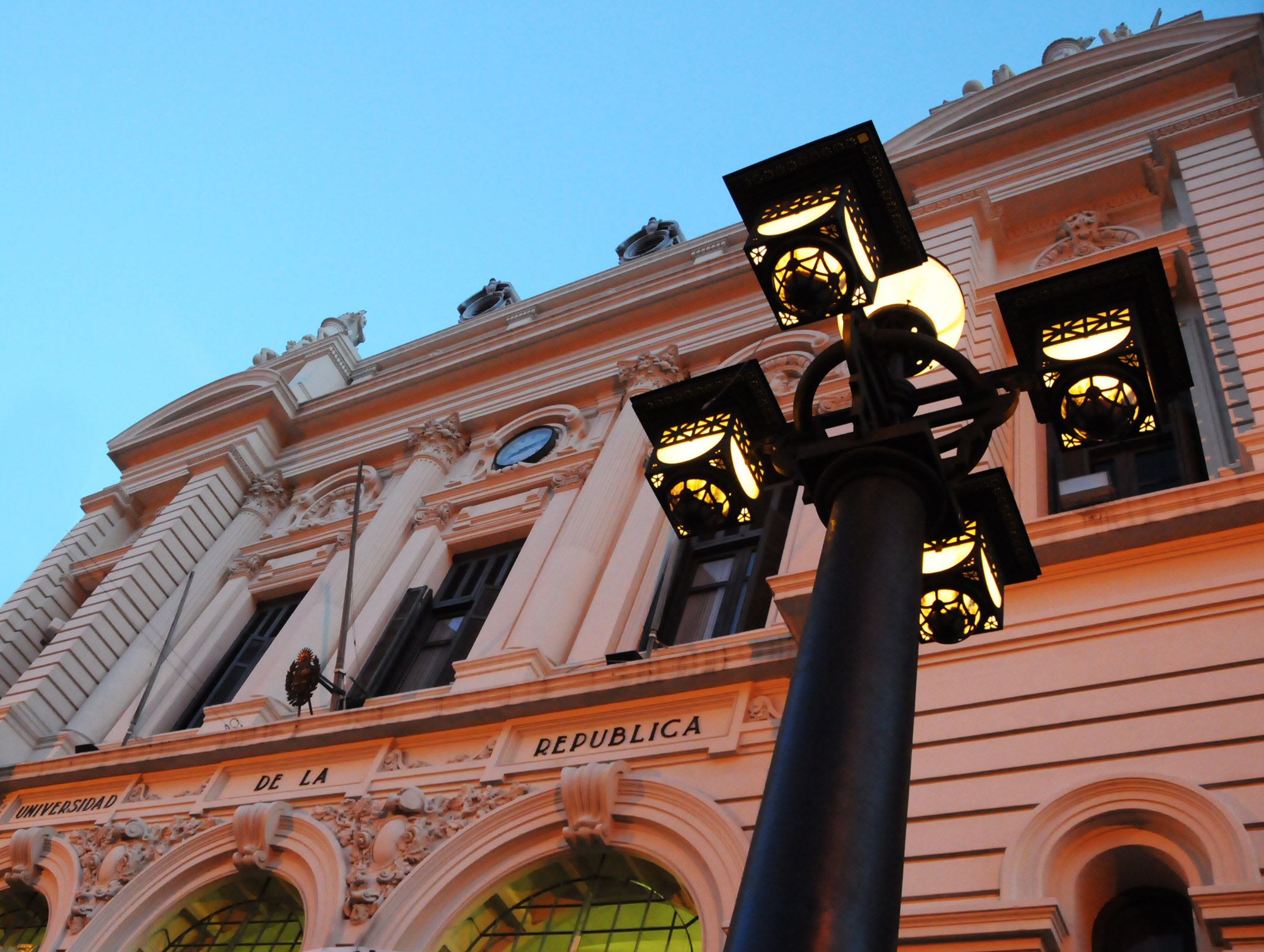
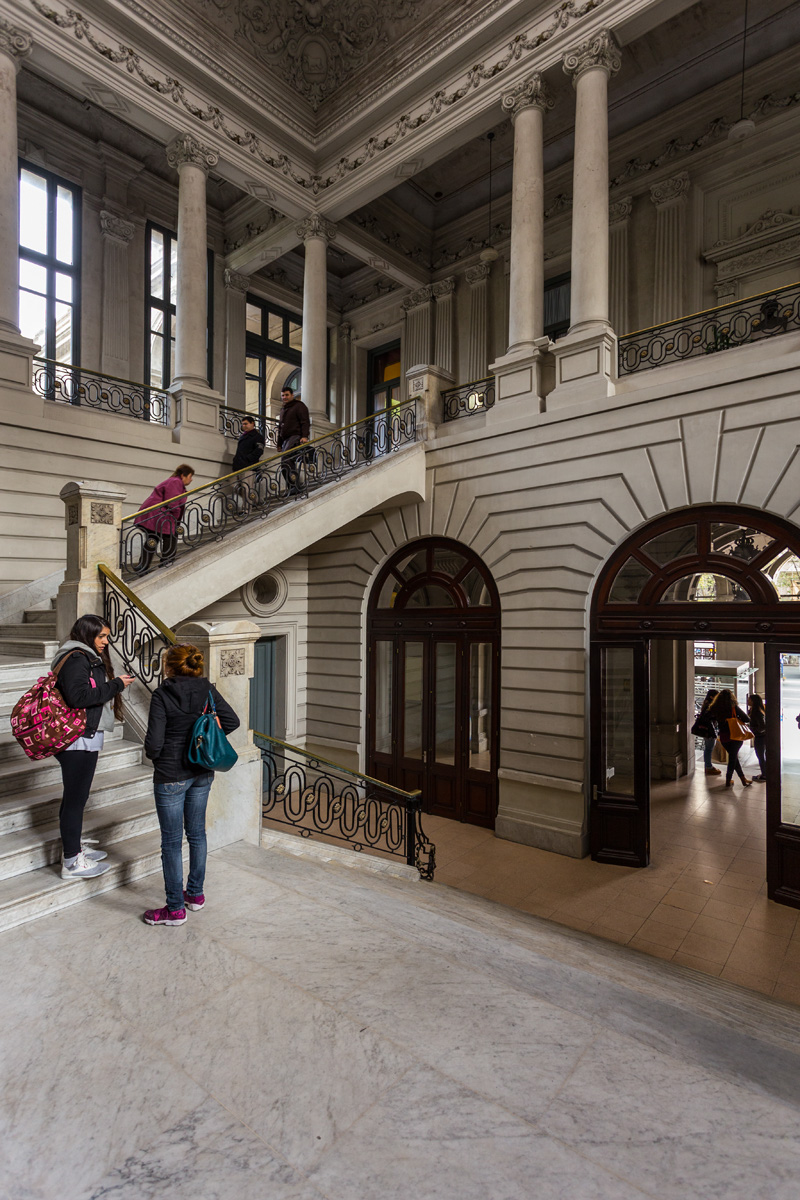
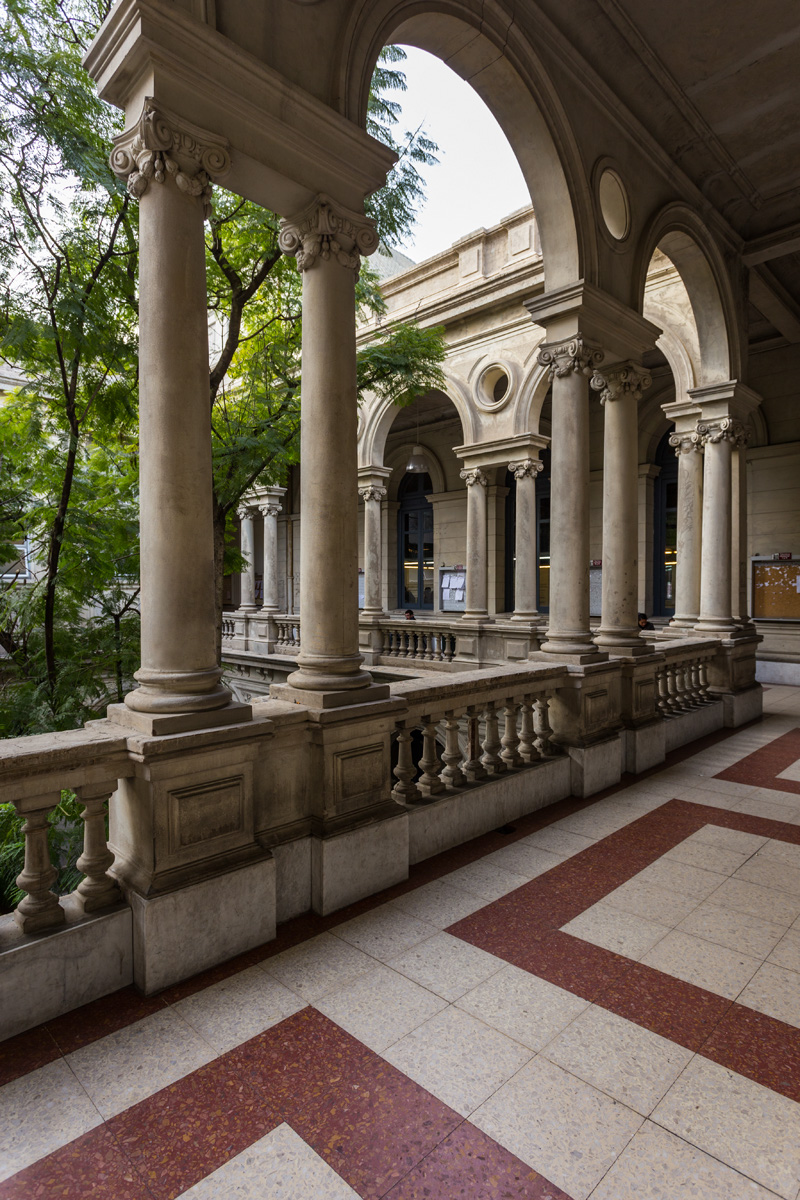
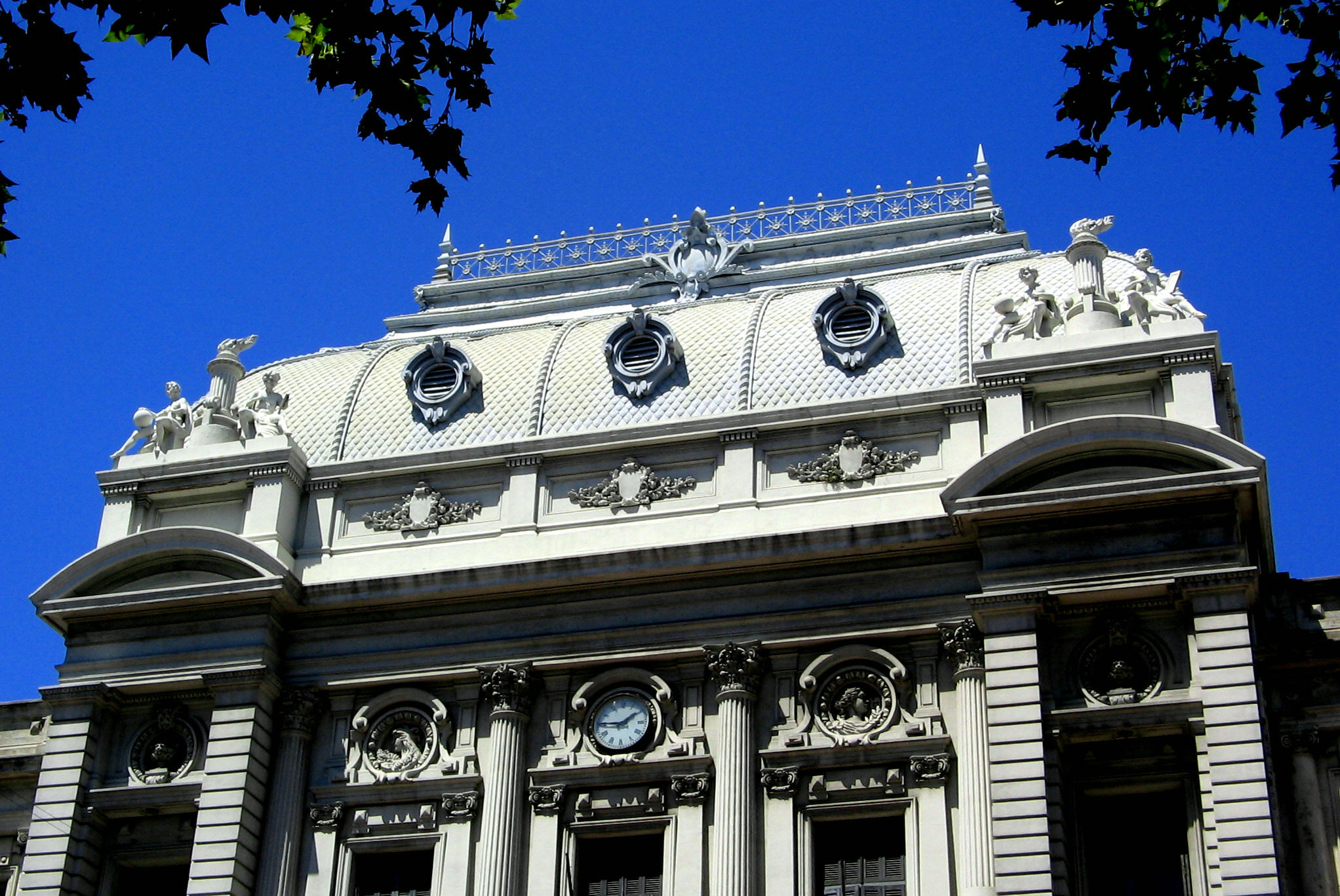
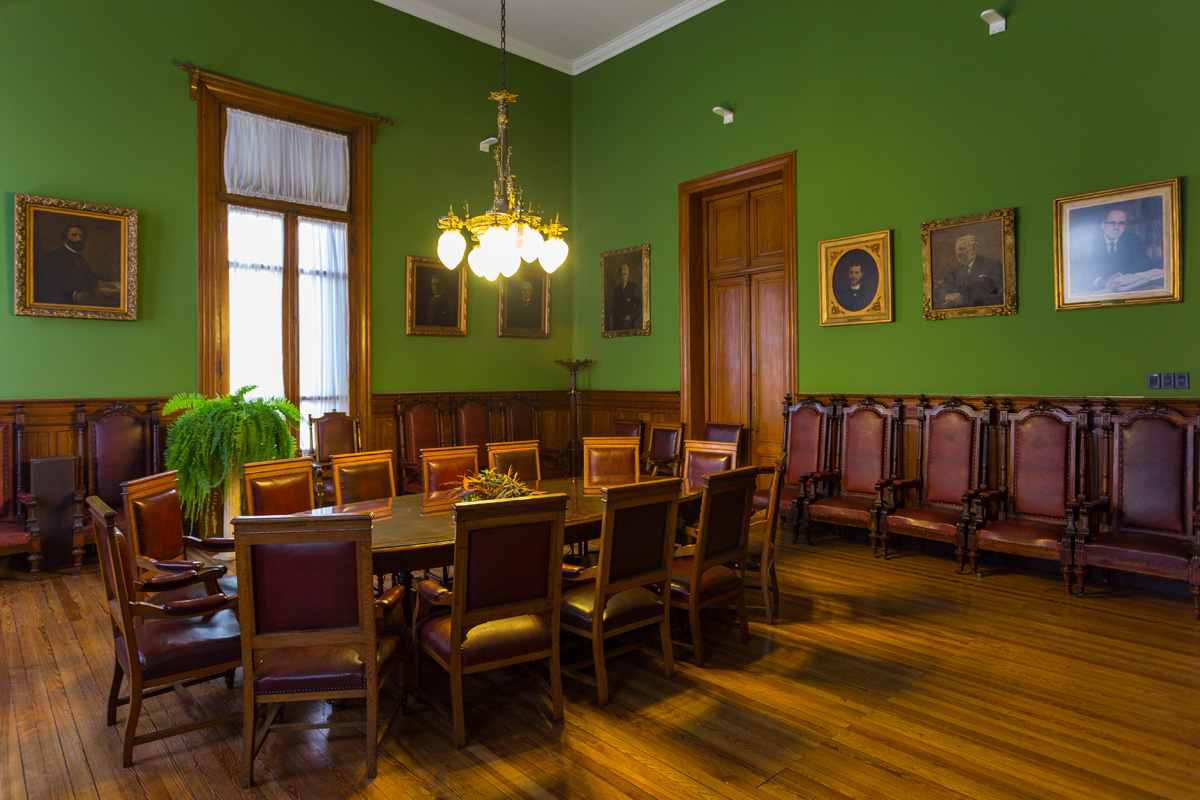